# Christel Schuster
Christel Schuster (geboren 20. April 1951) ist eine deutsche Juristin. Sie war Richterin am Bundespatentgericht in München.

## Beruflicher Werdegang
Christel Schuster promovierte nach Abschluss ihres Studiums der Rechtswissenschaften. Sie war Leitende Regierungsdirektorin, als sie am 16. Dezember 2003 zur Richterin kraft Auftrags am Bundespatentgericht ernannt wurde. In einer anderen Quelle ist der 16. Dezember 2004 als Datum genannt.